# Résolution 1367 du Conseil de sécurité des Nations unies
Membres permanents
- Chine
- États-Unis
- France
- Royaume-Uni
- Russie

Membres non permanents
- Bangladesh
- Colombie
- Irlande
- Jamaïque
- Mali
- Maurice
- Norvège
- Singapour
- Tunisie
- Ukraine

Résolution no 1366 Résolution no 1368
La résolution 1367 du Conseil de sécurité des Nations unies, adoptée à l'unanimité le 10 septembre 2001, après avoir rappelé les résolutions 1160 (1998), 1199 (1998), 1203 (1998) et réaffirmé notamment les résolutions 1244 (1999) et 1345 (2001), a mis fin à l'embargo sur les armes contre la république fédérale de Yougoslavie (Serbie-et-Monténégro) après avoir que cette dernière a satisfait aux exigences du Conseil de sécurité de se retirer du Kosovo et de permettre l'ouverture d'un dialogue politique.
Le Conseil de sécurité a noté que les exigences contenues dans la résolution 1160 avaient été satisfaites et a également reconnu la situation difficile en matière de sécurité le long de la frontière administrative entre le Kosovo et la république fédérale de Yougoslavie (Serbie-et-Monténégro). L’entrée des armes et des munitions au Kosovo sera toujours interdite. Le secrétaire général Kofi Annan a déclaré que la république fédérale de Yougoslavie (Serbie-et-Monténégro) avait autorisé les organisations humanitaires et le Haut-Commissaire des Nations Unies aux droits de l'homme à accéder au Kosovo. 
Agissant en vertu du chapitre VII de la Charte des Nations unies, le Conseil a mis fin à l’embargo sur les armes et dissous le comité du Conseil de sécurité chargé de surveiller les sanctions. 